# コロムビア・オーケストラ
コロムビア・オーケストラ（Columbia Orchestra）は、日本のレコード会社日本コロムビア社内に、かつて存在した録音用専属オーケストラである。

## 略歴・概要
1929年（昭和4年）、日本コロムビア社内に結成された録音用および宣伝用の専属ジャズバンド「コロムビア・ダンス・オーケストラ」がその源流である。その後、楽士の増員などに伴う編成の拡大により「コロムビア・オーケストラ」と改称された。宣伝用の用途は外れていく。
コロムビア・オーケストラの名称に関しては、演奏する音楽の種類、編成の規模、時代の変遷などによって様々なものが存在する。以下に例をあげる。「コロムビア・オーケストラ」の真ん中の「点」がない「コロムビアオーケストラ」や、「コロムビア」を「コロンビア」と、表記の混乱が散見される。
- 日本コロムビア管弦楽団
- 日本コロムビア交響楽団
- コロムビア吹奏楽団
- 日蓄管弦楽団
- コロムビア・シンフォネット
- コロムビア・ポップスオーケストラ
- コロムビア・ブラスバンド
- コロムビア・ジャズバンド[1]

1980年（昭和55年）8月20日、解散した。
本オーケストラ解散後も「コロムビア・オーケストラ」名義で軽音楽、教育音楽の録音が行われることがあるが、こちらはエキストラによる臨時編成のオーケストラで全く別のものである。また、邦楽ポップス・歌謡曲で「デノン」レーベルを使用していた1968年 - 1974年には同レーベルの作品の演奏で「デノン・オーケストラ」名義のものが見られたが、本項の「コロムビア・オーケストラ」の変名か、臨時編成による別のものかは不明である。

## おもな関係者・出身者
- 岩田喜代造 （楽長、ピアノ）
- 坂口新
- 宮田清蔵
- 森正
- 黒柳守綱